# Nuovi metodi per domare la suocera
Nuovi metodi per domare la suocera (Jerry's Mother-in-Law) è un cortometraggio muto del 1913 diretto da James Young. Il regista appare anche tra gli interpreti del film che ha come protagonista femminile sua moglie, la popolare attrice Clara Kimball Young.

## Produzione
Il film fu prodotto dalla Vitagraph Company of America.

## Distribuzione
Distribuito dalla General Film Company, il film - un cortometraggio in due bobine - uscì nelle sale cinematografiche statunitensi il 15 novembre 1913.
Con il visto di censura  2210 del 3 gennaio 1914 (approvazione ma con riserva sulla scena di una donna che danzava), il film venne distribuito in Italia dalla Ferrari (Le leggende della pellicola siano tradotte in italiano e che nel quadro n. 12, dal titolo: "Ciò mi risparmierà di andare dal vestiarista" sia soppressa la scena della donna che danza. appendice indice 1915).